# Zlatá hodina

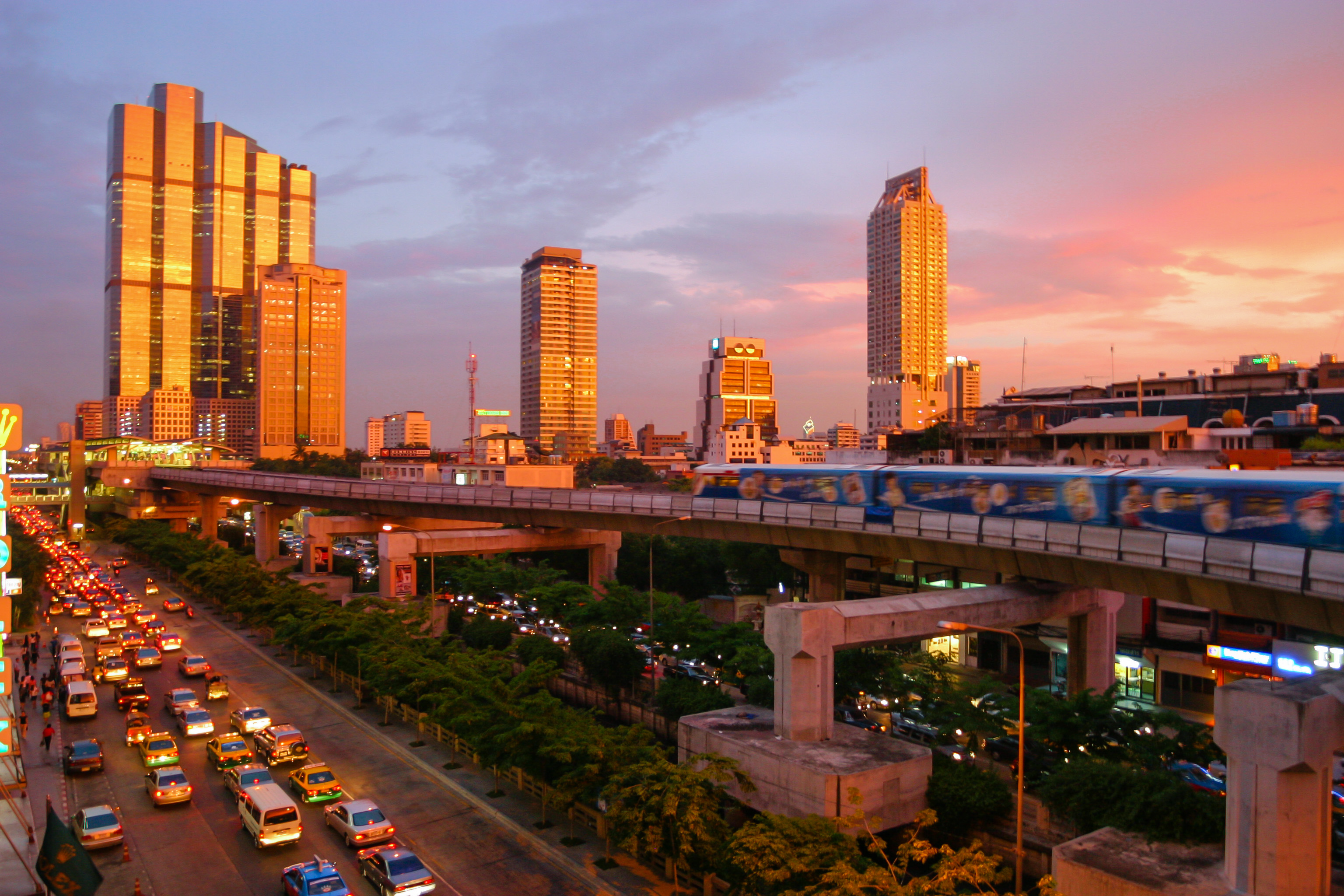
Bangkok během zlaté hodiny

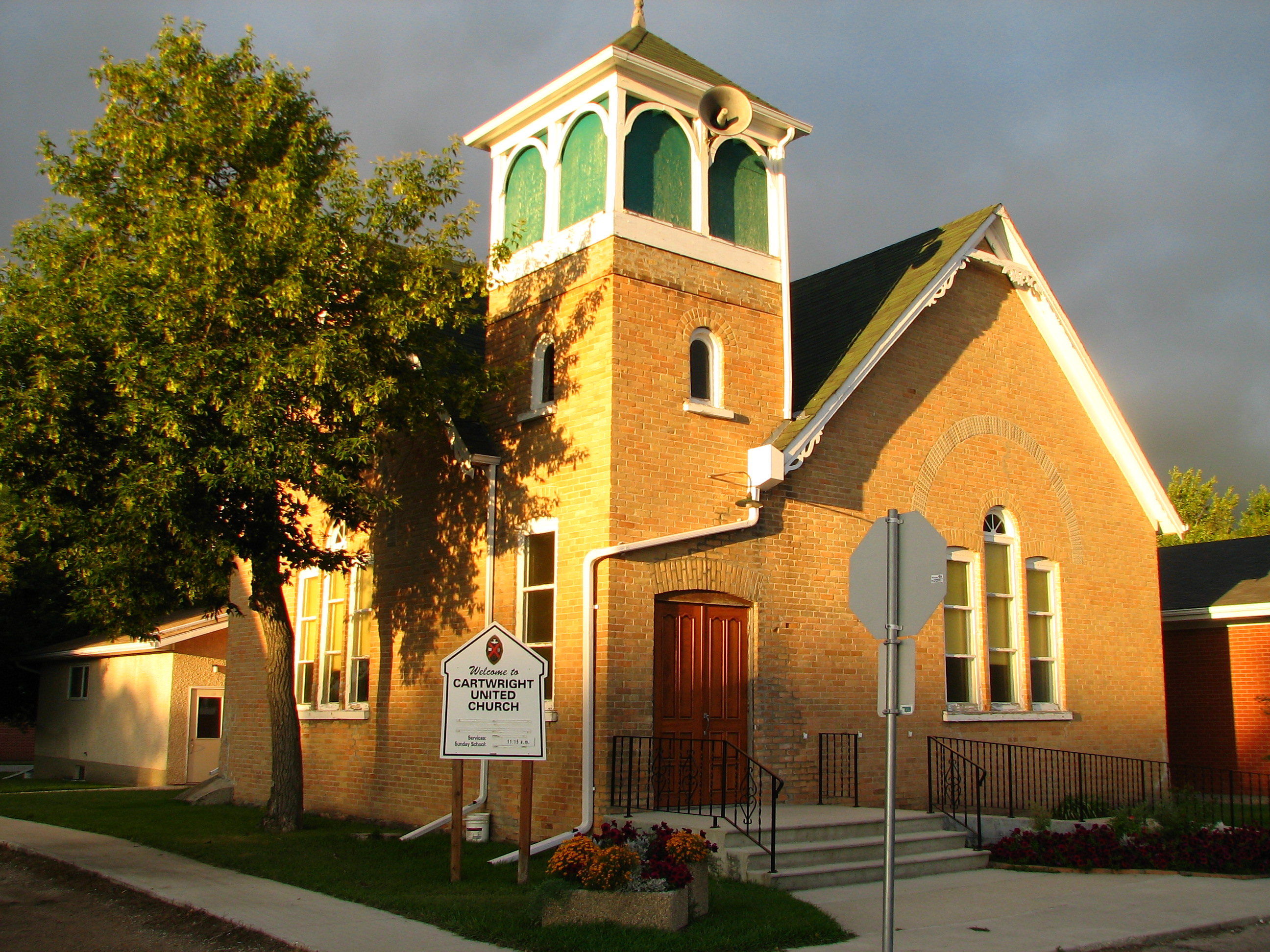
Kostel v Cartwrightu v Manitobě v Kanadě ve zlaté hodině

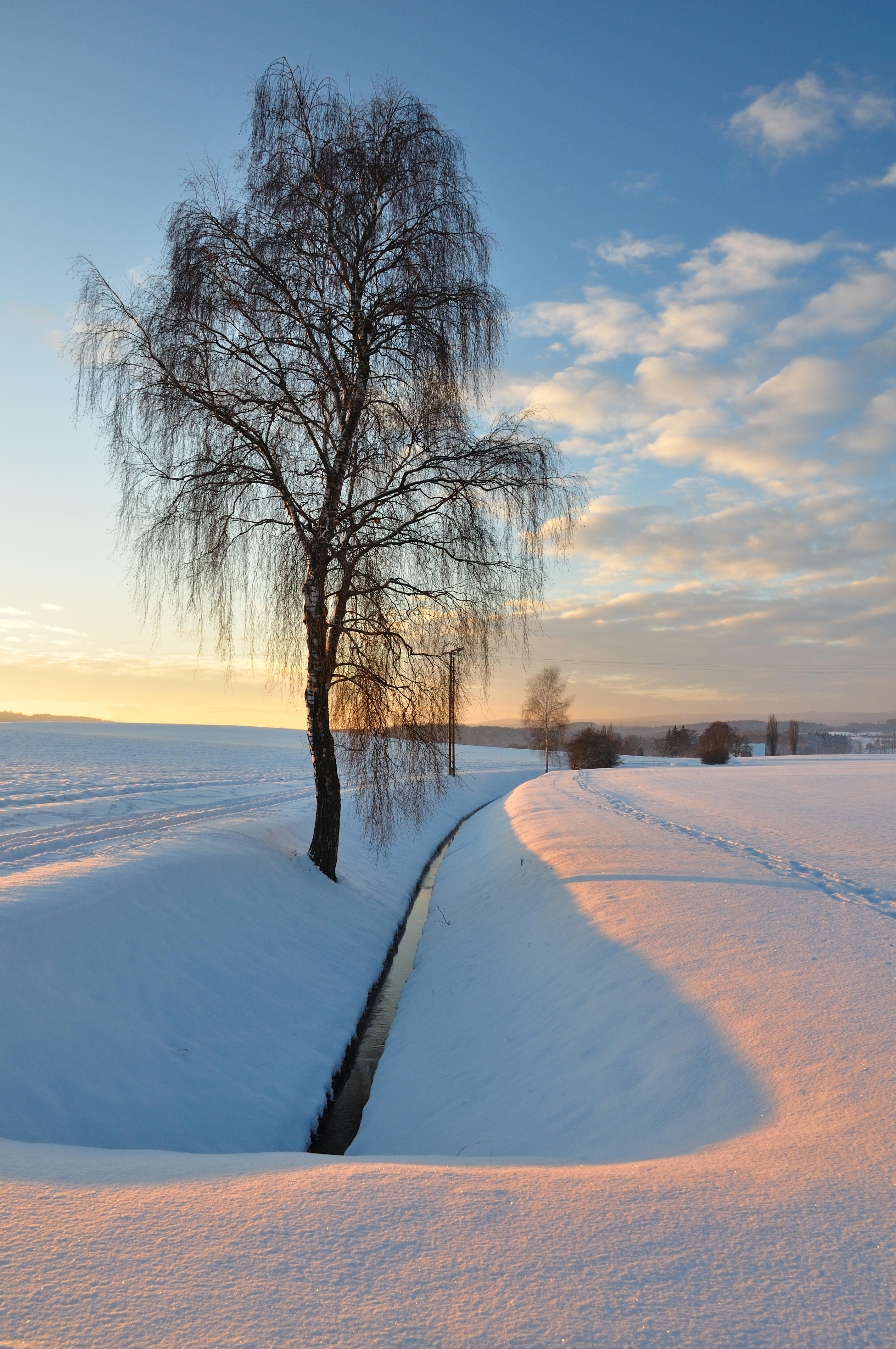
Zlaté světlo v krajinářské fotografii

Ve fotografii označuje zlatá hodina (někdy známá jako magická hodina – zejména v kinematografii) první a poslední hodinu slunečního denního svitu, kdy je osvětlení měkčí (více difúzní), teplejší v barevných odstínech a vržené stíny jsou nejdelší. Charakter osvětlení při soumraku, kdy je slunce pod obzorem, bývá označován jako modrá hodina.

## Vznik
Když je Slunce nízko nad horizontem, sluneční světlo prochází větší vrstvou atmosféry, sníží se intenzita přímého světla a větší část osvětlení pochází z odraženého nepřímého světla od nebe, což snižuje kontrast (poměr) osvětlení. Modré světlo se rozptýlí a světlo ze Slunce se jeví více rudé až zlaté. Kromě toho Slunce svírá s obzorem malý úhel a vytváří tak delší stíny.
Význam slova „hodina“ je zde použit zcela volně. Charakter osvětlení je dán výškou (altitudou) Slunce, a doba, kdy se Slunce pohybuje od obzoru po zadanou výšku, závisí na poloze zeměpisné šířky a ročním období. Například v kalifornském Los Angeles hodinu po východu nebo hodinu před západem stojí Slunce ve výšce asi 10° – 12°.
Při fotografování blíže k rovníku je altituda větší (nebo kratší čas) a s přesunem dále od rovníku je altituda nižší (nebo čas delší). Pro lokality dostatečně daleko od rovníku Slunce nemusí dosahovat výšky 10° a zlatá hodina v určitých obdobích trvá celý den.

## Praxe
Uprostřed dne může příliš jasné horní Slunce vytvořit příliš světlé jasy nebo velmi tmavé stíny. Do jaké míry může nastat přeexponování se liší podle druhu fotografického filmu a digitálních fotoaparátů a jejich různých dynamických rozsahů. Tento „krutý“ a nepříjemný světelný problém je zvláště důležitý v portrétní fotografii, kde se pro jeho zmírnění používá doplňkový blesk, jelikož je často nutné vyvážit osvětlení detailu obličeje nebo těla a změkčit ostré kontrastní stíny, které jsou obvykle považovány za nežádoucí.
Vzhledem k tomu že během zlaté hodiny je jasový kontrast scény menší, stíny jsou méně temné a je méně pravděpodobné, že scéna bude přeexponovaná. Během fotografování krajin poskytuje nízké Slunce teplé barvy a je často považováno za žádoucí posílení barevnosti scény.

## Ve filmu
Filmový režisér Terrence Malick použil tuto techniku ve filmech jako Days of Heaven a The New World a filmový režisér Stanley Kubrick bohatě využíval zlatou hodinu ve filmu Olověná vesta a kromě těchto ještě řada dalších.